# Elo (платёжная система)
Elo а также Cartão Elo (буквально «звено») — бразильский поставщик электронных платёжных систем для внутренних транзакций в Бразилии. Система эмитирует собственные банковские карты и предоставляет услуги электронных платежей, аналогичные MasterCard и Visa. Основана в 2011 году холдинговой компанией, созданной тремя компаниями, предоставляющими финансовые услуги: Banco Bradesco, Banco do Brasil и Caixa Econômica Federal.
Elo предлагает финансовые услуги, включая выпуск и обработку в сети кредитных карт, дебетовых карт и предоплаченных карт. Сеть принимает транзакции, номинированные в бразильских реалах. По состоянию на 2023 год Elo выпустила более 132 миллионов карт. С 2016 года карты Elo принимаются по всему миру в сети Discover/Diners Club. Также карты принимаются в системе Pulse.
Изначально система выпустила дебетовые карты, позже также и кредитные.
В 2017 году Административный совет по экономической защите Бразилии постановил что все банки и их устройства должны с конца 2017 года принимать карты данной системы.
В ноябре 2018 года, Elo выпустила линейку карт в партнерстве с Diners Club International, предлагая карты с точками и преимущества.